# Formica altipetens
Formica altipetens es una especie de hormiga del género Formica, tribu Formicini. Fue descrita científicamente por Wheeler en 1913.
Se distribuye por Canadá, México y los Estados Unidos. Se ha encontrado a elevaciones de hasta 3307 metros. Vive en microhábitats como rocas, piedras, nidos y forrajes.